# Grădiștea, Brăila
Grădiștea este satul de reședință al comunei cu același nume din județul Brăila, Muntenia, România.